# Lai Junfu
Lai Junfu (cinese: 賴均輔; 8 aprile 2002) è un goista taiwanese.

## Biografia
Nel 2018 è arrivato secondo nello Xinren Wang, una competizione per giovani professionisti.
Nel 2019 ha perso la finale della nona edizione dello Shiduan.
Nel 2020 ha vinto la dodicesima edizione della Coppa Haifong e la prima edizione della Coppa UMC.
Nel 2021 non è riuscito a difendere il titolo nella seconda edizione della Coppa UMC.
Nel 2022 ha vinto la decima edizione del Zhonghuan Qisheng.
Nel 2023 ha vinto il torneo di selezione dello sfidante per il Tianyuan, ma poi a marzo ha perso la finale. A maggio ha vinto la quarta edizione del Mingren. Sempre a maggio ha partecipato alla prima edizione della Quzhou-Lanke Cup World Go Open, in cui al primo turno ha eliminato il campione cinese Ke Jie, prima di essere eliminato dal cinese Tang Xiao al secondo turno.
È stato poi selezionato come membro della squadra taiwanese ai XIX Giochi asiatici di settembre, dove ha partecipato sia alla competizione maschile individuale sia a quella maschile a squadre. Nel corso del girone di qualificazione della competizione individuale ha perso contro il cinese Ke Jie e il sudcoreano Park Jung-hwan, ma è riuscito a qualificarsi comunque ai quarti di finale: qui ha incontrato il giocatore più forte del mondo, Shin Jin-seo, ed è stato eliminato. Nella competizione a squadre ha formato la compagine taiwanese con Xu Haohong, Lin Junyan, Wang Yuanjun e Xu Jiayuan. Nel torneo preliminare ha ottenuto tre vittorie, inclusa quella contro il giapponese Shibano Toramaru, e due sconfitte, quella contro il sudcoreano Kim Myeong-hun e quella contro il cinese Li Qincheng: in questo modo ha contribuito al passaggio del turno di Taiwan come terza in classifica. In semifinale la squadra taiwanese ha incontrato nuovamente quella cinese, venendo ancora sconfitta per 1-4: Lai è stato sconfitto da Zhao Chenyu. Nella finale per il bronzo, Taiwan ha nuovamente incontrato il Giappone, ma il risultato è stato ribaltato rispetto alle qualifiche, con il Giappone che ha sconfitto Taiwan 4-1: Lai è stato sconfitto da Shibano Toramaru.  Il bilancio totale di Lai nella manifestazione è stato di 6 vittorie e 7 sconfitte, mentre contro i professionisti di alto livello ha avuto un bilancio di 1 vittoria e 7 sconfitte.
A dicembre 2023 ha perso per 1-2 la finale dell'undicesima edizione dello Zhonghuan Qisheng contro Xu Haohong.
Ad agosto 2024 ha vinto la decima edizione della competizione internazionale Kuksu Mountains International Baduk Championship, sconfiggendo il sudcoreano Shin Jin-seo.
A giugno 2025 ha vinto la sesta edizione del Mingren, sconfiggendo per 4-0 Chen Qirui (stessa finale e stesso risultato dell'edizione del 2023).

## Palmarès
| Nazionali                                        | Nazionali      | Nazionali |
| Tornei                                           | Vittorie       | Finalista |
| ------------------------------------------------ | -------------- | --------- |
| Mingren                                          | 2 (2023, 2025) |           |
| Tianyuan                                         |                | 1 (2023)  |
| Shiduan                                          |                | 1 (2019)  |
| Zhonghuan Qisheng                                | 1 (2022)       | 1 (2023)  |
| Coppa UMC                                        | 1 (2020)       | 1 (2021)  |
| Coppa Haifong                                    | 1 (2020)       |           |
| Xinren Wang                                      |                | 1 (2018)  |
| Kuksu Mountains International Baduk Championship | 1 (2024)       |           |
| Totale                                           | 6              | 5         |